# Verendin, Caraș-Severin
Verendin este un sat în comuna Luncavița din județul Caraș-Severin, Banat, România.

## Legături externe

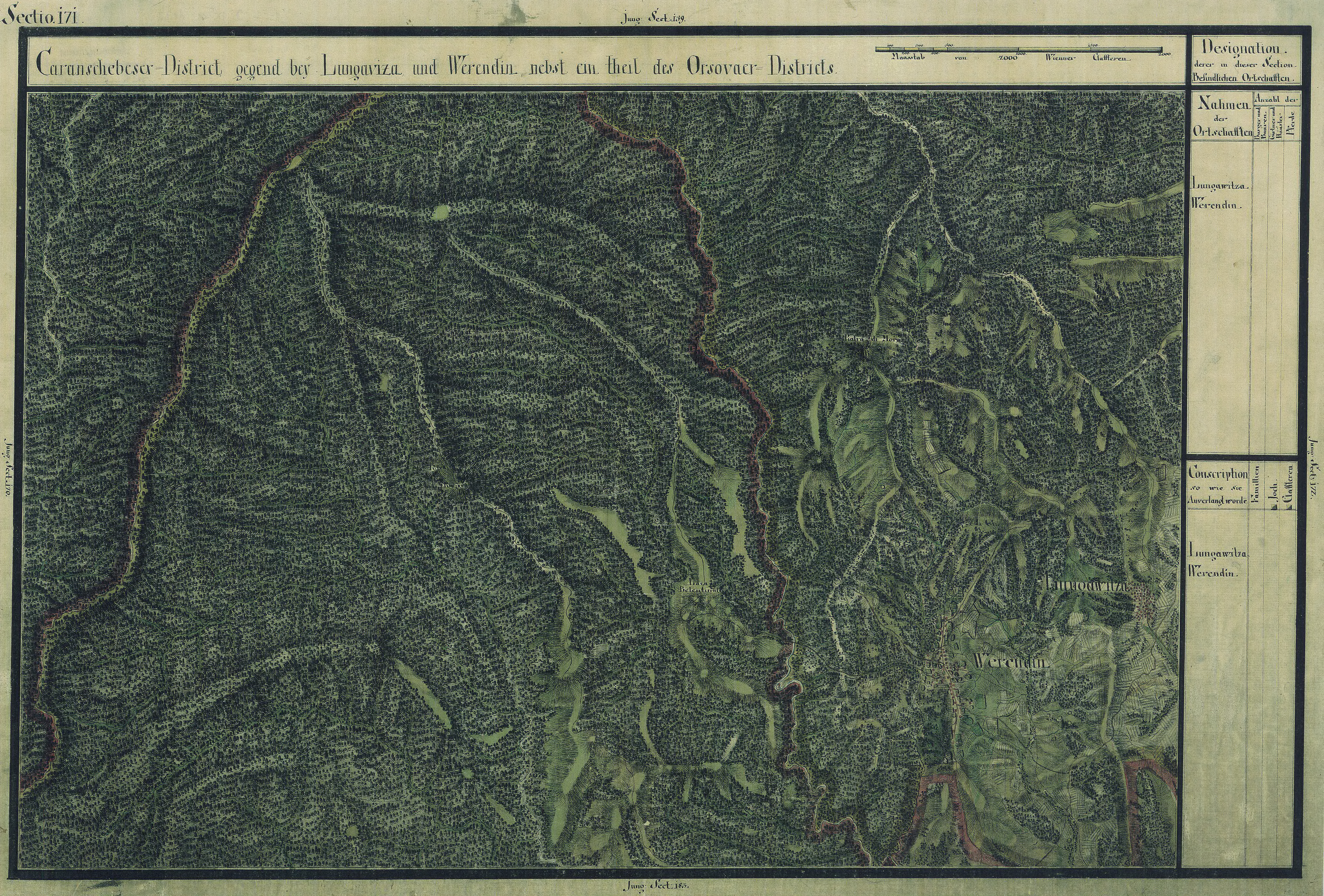
Verendin în Harta Iosefină a Banatului, 1769-72